# Grammatophyllum scriptum
Grammatophyllum scriptum là một loài phong lan.

## Hình ảnh

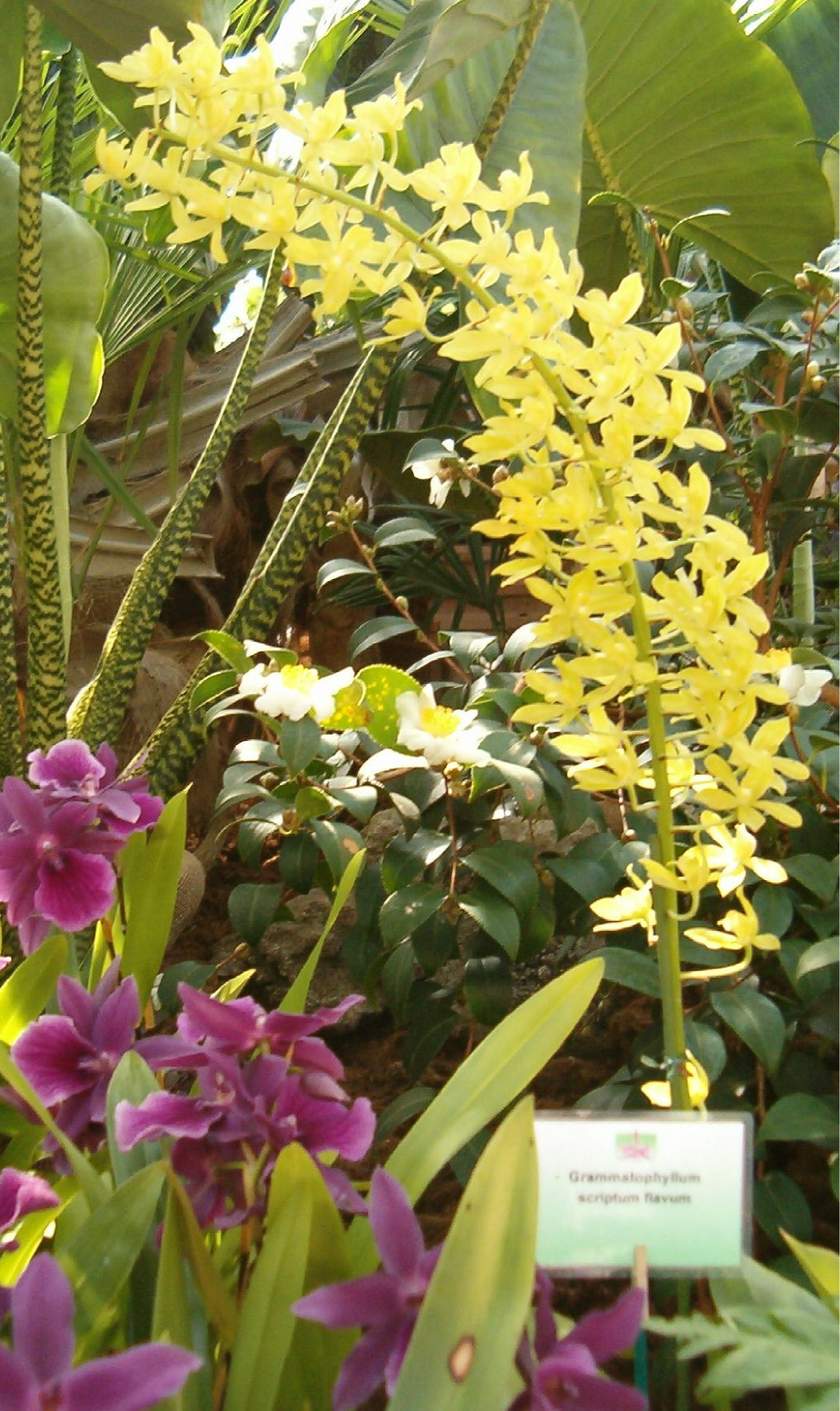
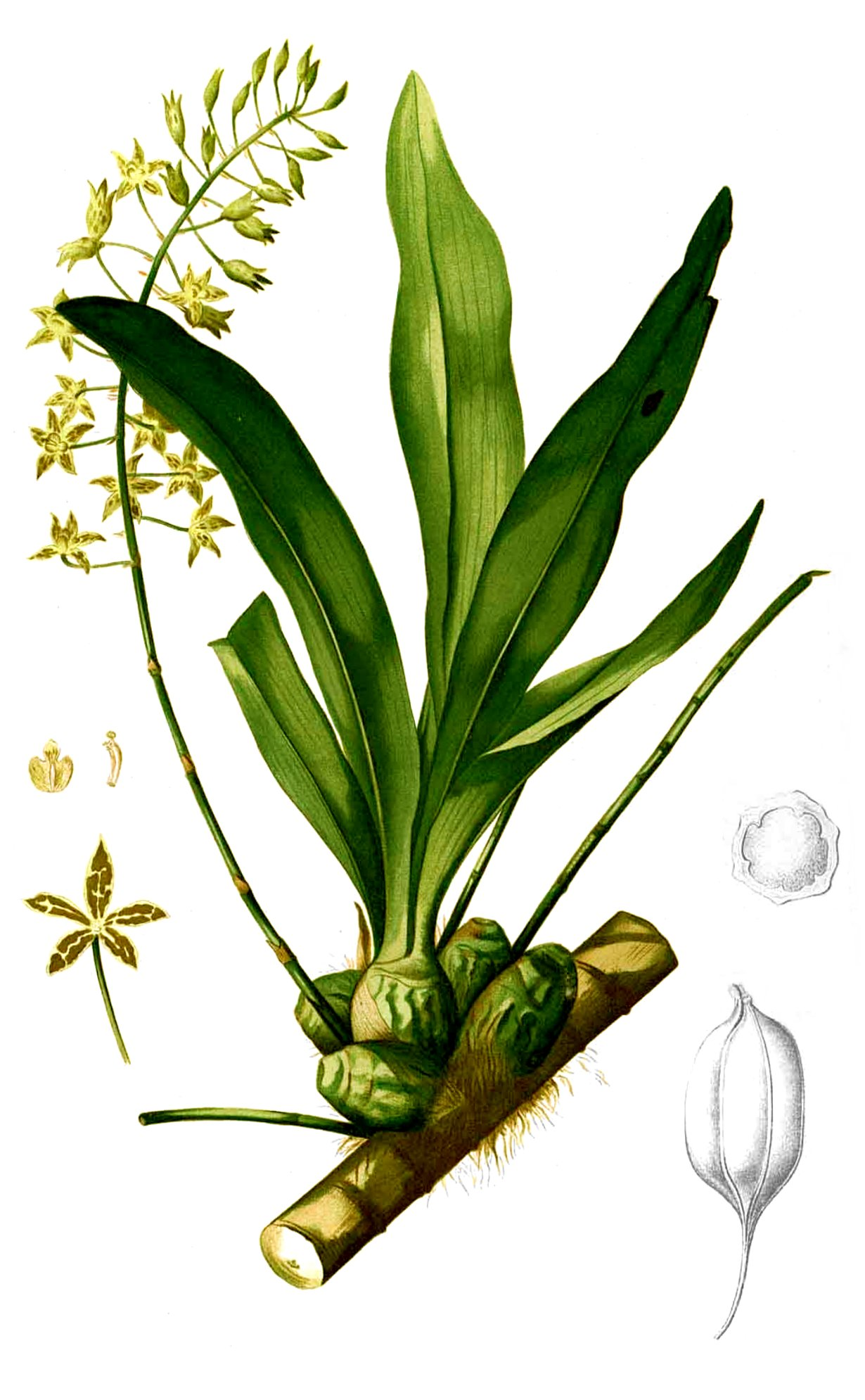
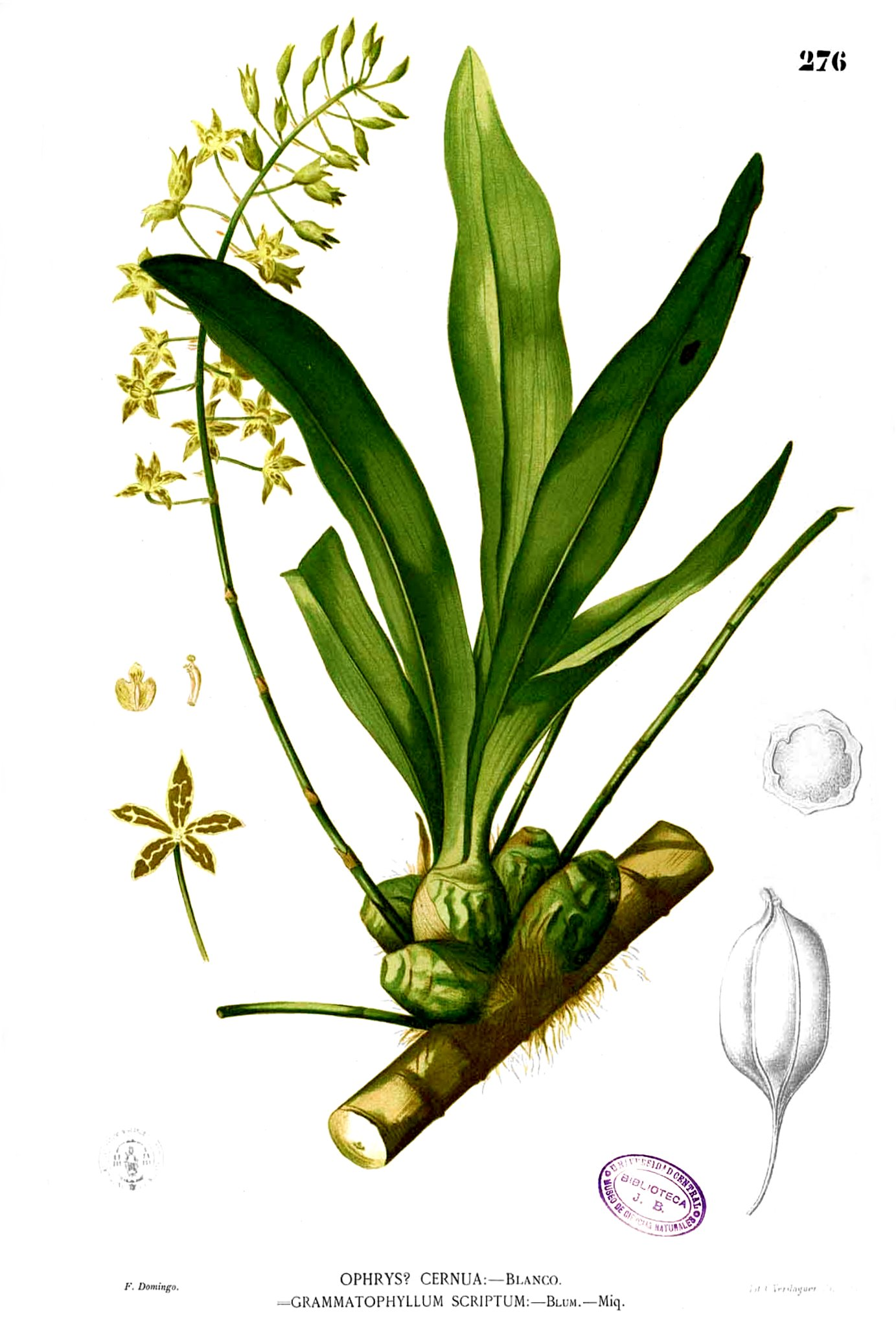
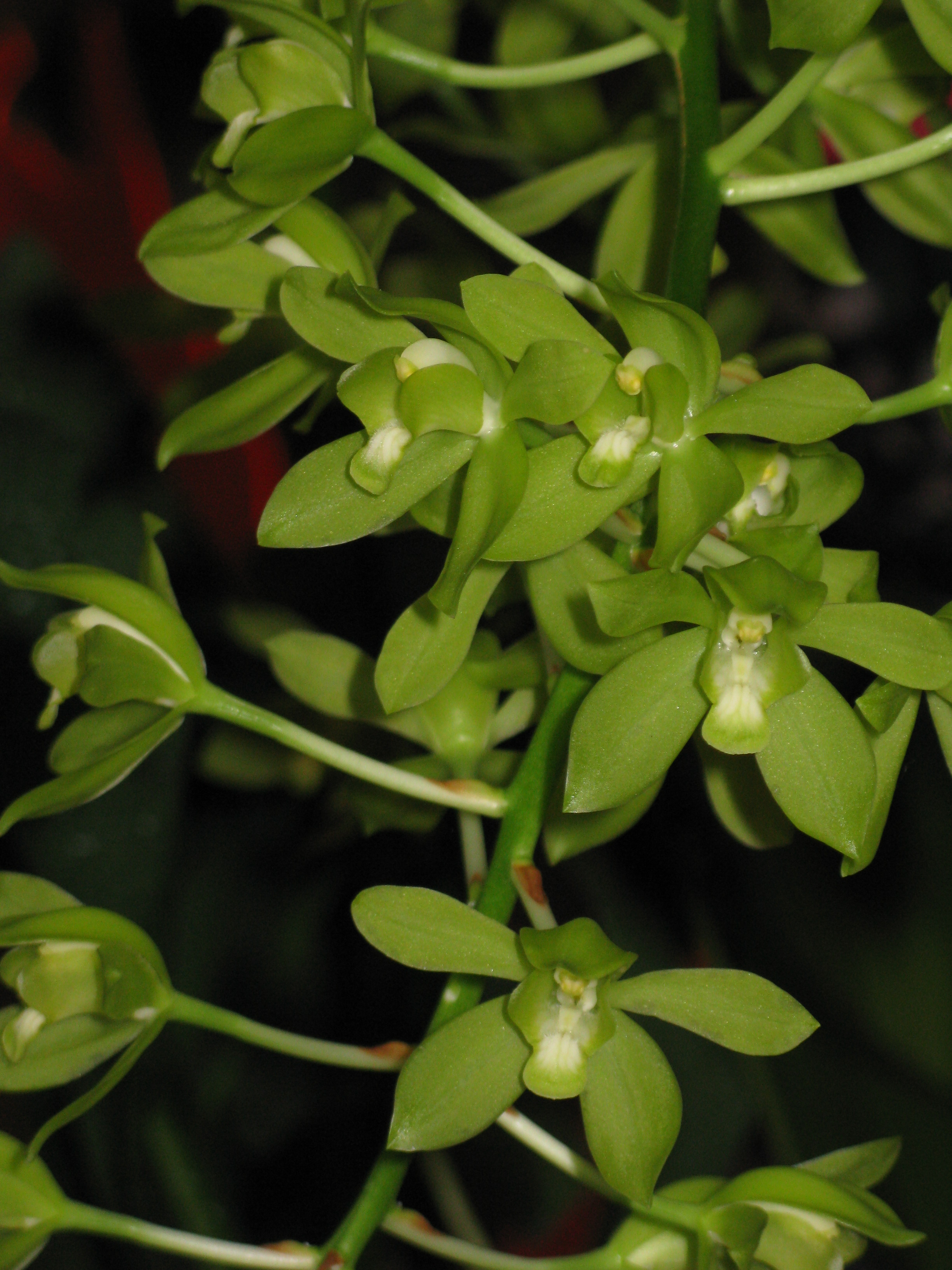